# Monochamus affinis
Monochamus affinis là một loài bọ cánh cứng trong họ Cerambycidae.